# Operacja Nimrod
Operacja Nimrod – akcja uwolnienia przez brytyjską jednostkę specjalną Special Air Service zakładników przetrzymywanych w ambasadzie Iranu w Londynie przez terrorystów z separatystycznego Demokratycznego Frontu Rewolucyjnego Wyzwolenia Arabistanu 5 maja 1980 roku.

## Okupacja ambasady
We wtorek 30 kwietnia grupa sześciu napastników sterroryzowała bronią ochroniarza, oddając dwa strzały ostrzegawcze. Napastnicy wtargnęli do środka ambasady i wzięli zakładników spośród interesantów i personelu dyplomatycznego. Terroryści schwytali 26 osób, tylko kilkorgu udało się zbiec w zamieszaniu. Kiedy porywacze opanowali budynek, pod ambasadę podjechały dwa busy, z których wyszli kolejni zamachowcy. Po otrzymaniu wsparcia terroryści wystosowali ultimatum, żądając zwolnienia 91 Arabów przetrzymywanych w irańskich więzieniach w Chuzestanie oraz umożliwienia im własnego bezpiecznego opuszczenia Wielkiej Brytanii, grożąc wysadzeniem ambasady i zabiciem zakładników. Dzięki negocjacjom przestępcy zwolnili pięć kobiet, później jednak nastąpił kryzys. Rząd Iranu nie chciał współpracować, twierdząc, że zamach został zorganizowany przez rządy Stanów Zjednoczonych i Wielkiej Brytanii w akcie zemsty za trwające w tym samym czasie oblężenie amerykańskiej ambasady w Teheranie, a ewentualne ofiary staną się męczennikami rewolucji islamskiej. W tej sytuacji premier Margaret Thatcher podjęła decyzję, że wobec obszaru ambasady będzie stosowane prawo brytyjskie.
Po fiasku negocjacji, szóstego dnia oblężenia, Abbas Lavasani, główny rzecznik prasowy ambasady, został zastrzelony, a jego ciało wyrzucone przez główne drzwi. Przywódca zamachowców ogłosił, że w przypadku niespełnienia jego żądań zacznie mordować kolejnych zakładników. W związku z tym podjęto decyzję o szturmie.

## Akcja komandosów
Akcja ok. 30-osobowego pododdziału SAS zaczęła się 5 maja o godz. 19:23 i trwała zaledwie 17 minut. Trzy grupy komandosów zaatakowały budynek jednocześnie od góry, zjeżdżając na linach na balkon, na dachu i od dołu oraz wyłamując drzwi wejściowe. Policja zaś utworzyła kordon bezpieczeństwa wokół ambasady. Żołnierze wrzucili do środka granaty błyskowe, a następnie przemierzali pomieszczenia w poszukiwaniu zakładników i porywaczy. Pomimo szybkości działania i zabicia już w pierwszych minutach przywódcy zamachowców, Oan Ali Mohammeda, terroryści zdążyli zastrzelić jedną osobę, a dwie kolejne ciężko ranić, zanim sami zginęli z rąk antyterrorystów. Wskutek intensywnej walki w budynku wybuchł pożar. Ogółem w czasie akcji zginął jeden zakładnik, dwóch zostało rannych, rany odniósł także jeden żołnierz. Zabito pięciu porywaczy, jeden poddał się.
Była to pierwsza transmitowana na żywo w telewizji operacja sił specjalnych w Wielkiej Brytanii.

## Kontrowersje
Nie wszystkie elementy akcji przebiegły zgodnie z planem. Jeden z komandosów zaplątał się w linę, a drugi, próbując mu pomóc, stłukł butem szybę, co przedwcześnie zaalarmowało terrorystów.
Według zeznań świadków antyterroryści zastrzelili dwóch porywaczy, którzy chcieli się poddać, a nagrania telewizyjne pokazują, jak wyrzucili broń przez okno i trzymali białą flagę. Ostatecznie żołnierze zostali uniewinnieni przez ławę przysięgłych.

## Rezultaty
Fowzi Nejad, jedyny pojmany przez żołnierzy SAS terrorysta, został skazany przez brytyjski sąd na dożywocie. Przedwcześnie zwolniono go z więzienia w 2005 roku.
Budynek ambasady został częściowo zniszczony przez ogień. Z powodu sporu odnośnie do tego, kto ma sfinansować jego remont, irańscy dyplomaci powrócili na Princes Gate dopiero w grudniu 1993 roku.

## Kultura masowa
13 sierpnia 2017 roku miała miejsce premiera filmu 6 dni (ang. 6 Days) reżyserii Toa Frasera. Film został oparty na wydarzeniach z operacji Nimrod, zawiera także archiwalne nagrania telewizyjne.